# Jetta Goudal
Jetta Goudal (Amesterdã, 12 de julho de 1891 – Los Angeles, 14 de janeiro de 1985) foi uma atriz holandesa, diva do cinema mudo estadunidense. 

## Vida pessoal
Jetta, cujo nome verdadeiro era Julie Henriette Goudeket, nasceu em uma rica família judia na Holanda, em 1891. Filha de Geertruida Warradijn (1866–1920) e Wolf Mozes Goudeket (1860–1942), um famoso e rico lapidador de diamantes, ambos judeus, sendo que seu pai era judeu ortodoxo. Tinha uma irmã mais velha, chamada Bertha e um irmão mais novo, Willem, que faleceu aos quatro meses de idade, em 1896.[carece de fontes?]
Alta e imponente, Jetta começou sua carreira nos palcos, viajando pela Europa com várias companhias teatrais.
Em 1918, por causa da Primeira Guerra Mundial, Jetta se mudou para Nova Iorque, onde alterou sua própria genealogia judaica, normalmente descrevendo a si mesma como uma "parisiense", filha de um advogado francês fictício, chegando a dizer que nasceu em Versalhes, inclusive rejuvenescendo dez anos ao mudar a data de 1891 para 1901. Jetta deu as costas às suas origens judaicas, mantendo um ar de mistério que agradava a produtores e diretores.

## Carreira
Jetta atuou na Broadway, em 1921, já usando seu nome artístico. Depois de conhecer o diretor Sidney Olcott, que a encorajou a ingressar no mundo do cinema, ela aceitou uma pequena participação numa produção de 1922, chamada Timothy's Quest. Convencida a se mudar para a costa oeste norte-americana, Jetta atuou em mais dois filmes de Olcott nos três anos seguintes.

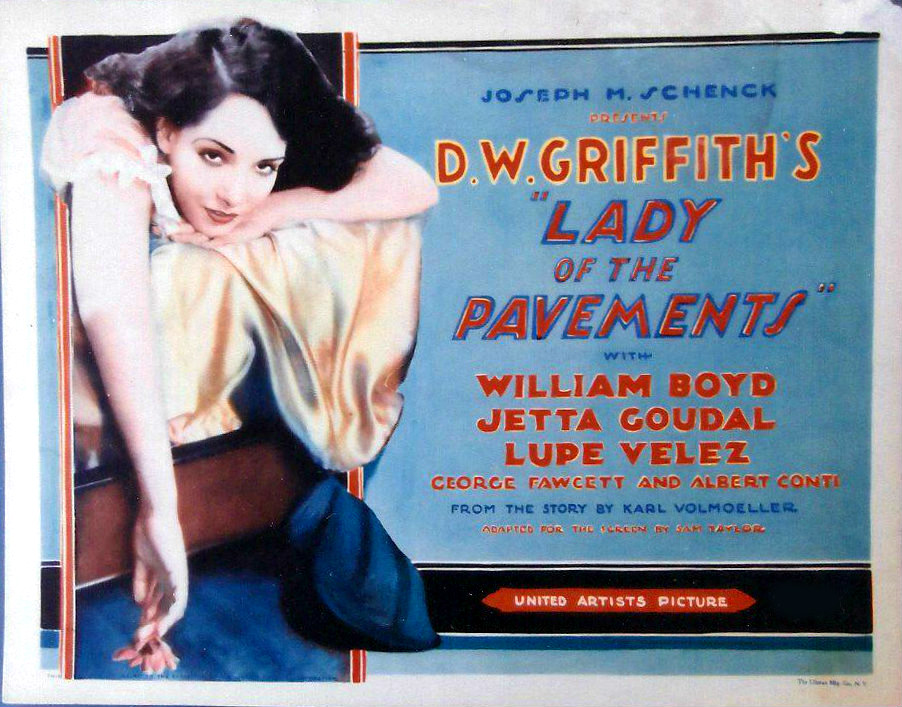
Pôster promocional de Lady of the Pavements

Seu primeiro filme foi em 1923, The Bright Shawl. Rapidamente, Jetta ganhou reconhecimento por sua atuação, em especial em sua performance de 1925, em Salome of the Tenements, filme baseado no livro de Anzia Yezierska sobre os bairros judeus do Lower East Side, em Nova Yorque. Jetta também trabalhou com Adolph Zukor e Jesse L. Lasky em The Spaniard, imediatamente chamando a atenção do produtor e diretor Cecil B. DeMille.
Atuando em vários aclamados filmes de DeMille, Jetta se tornou líder de bilheteria no final dos anos 20. DeMille admitiu, posteriormente, ser muito difícil trabalhar com Jetta em cena e, eventualmente, a despediu e cancelou seu contrato. Jetta então entrou com um processo por quebra de contrato contra a empresa de DeMille.
Apesar de DeMille alegar que a conduta de Jetta em cena lhe custara dinheiro e vários atrasos em suas produções, Jetta ganhou o processo quando o diretor se negou a mostrar os registros financeiros de sua empresa para comprovar suas alegações de prejuízo.
Jetta trabalhou em 1928 no filme The Cardboard Lover, produzido por William Randolph Hearst e Marion Davies. Em 1929, estrelou Lady of the Pavements, dirigido por D.W. Griffith, e em 1930 estrelou seu único filme em francês, filmado em Hollywood, Le Spectre vert.

## Aposentadoria e morte
Devido seu atrevimento em processar DeMille e seu perfil ativista por mais direitos trabalhistas para atores e atrizes na indústria, muitos estúdios se recusavam a contratá-la. Em 1932, aos 41 anos, Jetta estrelou seu último filme, já da era falada, co-estrelado com Will Rogers, chamado Business and Pleasure.
Em 1930, casou-se com Harold Grieve, diretor de arte e membro fundador da Academia de Artes e Ciências Cinematográficas Quando sua carreira no cinema terminou, ela e o marido comandaram um lucrativo negócio de design de interiores. Os dois ficaram casados até a morte de Jetta, em 1985, em Los Angeles  e não tiveram filhos. Está enterrada junto de seu marido (morto em 1993) no Forest Lawn Memorial Park Cemetery, em Glendale, Califórnia.
Jetta perdeu vários parentes em campos de concentração na Segunda Guerra Mundial. Sua irmã, Bertha e o marido, Nathan, morreram no campo de concentração de Bergen Belsen. Seu sobrinho, Eduard Beffie, morreu no campo de concentração de Sobibór, na Polônia, junto de sua madrasta, Rosette Citroen. A única parente viva foi Geertruida Beffie, filha de Bertha, que se mudou para a Pennsylvania e morreu em 2013.
Em reconhecimento à contribuição de Jetta para a indústria cinematográfica, a atriz foi homenageada com uma estrela na Calçada da Fama, no Hollywood Blvd, 6333.

## Filmografia
- Timothy's Quest (1922)
- The Bright Shawl (1923)
- The Green Goddess (1923)
- Open All Night (1924)
- The Spaniard (1925)
- Salome of the Tenements (1925)
- The Coming of Amos (1925)
- The Road to Yesterday (1925)
- Three Faces East (1926)
- Paris at Midnight (1926)
- Her Man o' War (1926)
- Fighting Love (1927)
- White Gold (1927)
- The Forbidden Woman (1927)
- The Cardboard Lover (1928)
- Lady of the Pavements (1929)
- Le Spectre vert (1930)
- Business and Pleasure (1932)